# Station Skøyen
Station Skøyen is een spoorwegstation in  Skøyen, een wijk aan de westkant van Oslo. Het station ligt aan Drammenbanen en Askerbanen. Even voorbij het station gaan de treinen ondergronds Oslotunnel in. Tot de aanleg van de tunnel en het nieuwe station Oslo-S reden de treinen vanaf Skøyen naar station Oslo-Vestbanen. Een deel van die lijn, tot Filipstad, is nog in gebruik voor goederenvervoer.